# Vinagreta
Una vinagreta (del francès vinaigrette) és una salsa que en principi conté vinagre, d'on li ve el nom, i que sovint s'empra per amanir amanides o verdures escalivades, bullides o cuites al vapor.

## Preparació
La composició i l'ús d'aquesta salsa pot variar molt depenent de la cultura gastronòmica de cada poble. Així, a la cuina mediterrània sovint és molt senzilla, casolana i formada per oli d'oliva, vinagre, sal i de vegades pebre negre. De vegades fins i tot pot ser que no contingui vinagre, que pot ser substituït per suc de llimona o simplement omès. D'altres es pot enriquir o versionar dissolent-hi una mica d'olivada, d'anxovada, de pesto, etc. També es poden afegir herbes aromàtiques, directament o bé utilitzant un oli d'oliva marinat en aquestes.

## Variants
Sol ser una salsa translúcida i bastant aromàtica on, de fet, el protagonista no és el vinagre sinó l'oli. Se sol fer al moment per a cada plat, i moltes vegades és cadascú a taula qui se la prepara a ell mateix, tirant cada ingredient directament sobre el plat (per exemple, una amanida). S'utilitza per a verdures i peixos bullits, carns d'olla, verdures bullides, amanides, etc.
En canvi, en cuines de cultura atlàntica, la vinagreta sol ser d'un color blanquinós groguenc i opaca. Conté nombrosos ingredients, dels quals habitualment un de lletós (nata, iogurt, formatge blanc, etc.) i espècies pròpies de la cuina en qüestió, com per exemple mostassa de Dijon a França. Sovint es compra ja feta o, si és casolana, es baten primer els ingredients i es fa en grans quantitats per a usar-la per a tots els comensals i almenys dos o tres cops.